# Irrel
Irrel (Äerdel, Erel et Ierdel en Luxembourgeois) est une municipalité d'Allemagne située en Rhénanie-Palatinat dans l’arrondissement d'Eifel-Bitburg-Prüm, au nord-ouest de Trèves, dans le massif « Sud Eifel », à proximité d'Echternach (frontière germano-luxembourgeoise). Au sud du village, la rivière Nims se jette dans la rivière Prüm.

Situation dans l’arrondissement d'Eifel-Bitburg-Prüm

## Histoire
Les premières preuves de l'existence d'Irrel datent de 814. Au Moyen Âge, la commune appartenait au Luxembourg. Elle a été annexée par les Espagnols en 1555 lors d'une guerre contre les Pays-Bas, puis par Napoléon Ier de 1795 à 1815.

## Lieux et monuments
- La gorge du diable (Teufelsschlucht).